# Buroja
Buroja (albanisch auch Burojë oder Broç/-a; serbisch Броћна Broćna) ist ein Dorf in der Gemeinde Skënderaj im Zentrum Kosovos, der Region Drenica. Es liegt südwestlich des Gemeindehauptortes an der Straße Richtung Peja.

## Bevölkerung
Die Volkszählung 2011 ermittelte für Buroja 1716 Einwohner, davon waren 1714 (99,88 %) Albaner.
| Census    | 1948 | 1953 | 1961 | 1971 | 1981 | 1991 | 2011 |
| --------- | ---- | ---- | ---- | ---- | ---- | ---- | ---- |
| Einwohner | 854  | 882  | 1014 | 1196 | 1457 | 1814 | 1716 |

## Persönlichkeiten
- Hashim Thaçi (* 1968), Führer und Mitbegründer der UÇK sowie Politiker im Kosovo
- Ilir Shaqiri (* 1960), kosovarischer Sänger